# Deltochilum mexicanum
Deltochilum mexicanum är en skalbaggsart som beskrevs av Hermann Burmeister 1848. Deltochilum mexicanum ingår i släktet Deltochilum och familjen bladhorningar. Inga underarter finns listade i Catalogue of Life.